# Vallermosa
Vallermosa (sardinski: Biddaramòsa) je grad i općina (comune) u pokrajini Južnoj Sardiniji u regiji Sardiniji, Italija. Nalazi se na nadmorskoj visini od 70 metara i ima 1 932 stanovnika.
 Prostire se na 61,75 km². Gustoća naseljenosti je 31 st/km².
Susjedne općine su: Decimoputzu, Domusnovas, Iglesias, Siliqua, Villacidro i Villasor.